# نمودار فعالیت

UML 1.x نمودار فعالیت برای هدایت طوفان مغزی روند.

نمودار فعالیت (به انگلیسی: Activity diagram) نمایش گرافیکی از گردش کار در فعالیت‌ها و اقدامات در یک سناریوی مشخص می‌باشد. در زبان مدلسازی یکپارچه، در زبان مدل‌سازی متحد، نمودارهای فعالیت در نظر گرفته شده‌است تا هر دو فرایند محاسباتی و سازمانی (به عنوان مثال، گردش کار) و همچنین فرایندهای داده شده متقابل با فعالیت‌های مرتبط، مدل شوند اگر چه نمودارهای فعالیت عمدتاً جریان کلی کنترل را نشان می‌دهند، آنها همچنین می‌توانند جریان داده‌ها را بین فعالیت‌ها از طریق یک یا چند داده ذخیره شده نشان دهند.

## ساخت و ساز
نمودارهای فعالیت از تعداد محدودی از اشکال ساخته شده که با فلش به هم متصل می‌شوند. مهم‌ترین اجزای نمودار فعالیت:
- بیضی نشان دهنده دستورات؛
- لوزی نشان دهنده تصمیم‌گیری؛
- میله‌ها (خطوط پررنگ افقی یا عمودی) نشان دهنده شروع (تقسیم) یا پایان (ادغام) فعالیت‌های همزمان؛
- یک دایره سیاه نشان دهنده شروع (گره اولیه) گردش کار؛
- یک دایره سیاه داخل دایره دیگر نشان دهنده پایان (گره نهائی).

جهت فلش‌ها از شروع به سمت پایان رسم شده و نشان دهنده ترتیب اجرای فعالیت‌ها هستند.
نمودارهای فعالیت را می‌توان به عنوان یک شکل از نمودار جریان ساختاری ترکیب شده با یک نمودار جریان داده سنتی در نظر گرفت. تکنیکهای فلوچارت معمولی برای سازگاری همزمان ندارند. با این حال، نمادهای پیوستن و تقسیم در نمودارهای فعالیت فقط این را برای موارد ساده حل می‌کنند؛ معنی مدل زمانی که آنها با تصمیمات یا حلقه‌ها ترکیب شوند مشخص نیست.
در حالی که در UML 1.x، نمودارهای فعالیت یک شکل متفاوتی از نمودارهای حالت بودند، در UML 2.x نمودارهای فعالیت اصلاح شدند تا براساس معانی شباهت پتری، دامنه موقعیت‌هایی که می‌توان با استفاده از نمودارهای فعالیت مدل‌سازی کرد را افزایش دهذ. این تغییرات بسیاری از نمودارهای فعالیت UML 1.x را در UML 2.x تفسیر می‌کنند.
UML نمودار فعالیت در نسخه 2.x را می‌توان در حوزه‌های مختلف به عنوان مثال در طراحی سیستم‌های جاسازی شده مورد استفاده قرار داد. ممکن است این مشخصات را با استفاده از روش چک کردن مدل بررسی کنید.